# Calgary-Sud-Ouest
Pour les articles homonymes, voir Calgary (homonymie).

Circonscriptions fédérales de Calgary

Calgary-Sud-Ouest était une circonscription électorale fédérale canadienne de l'Alberta.

## Circonscription fédérale
La circonscription se situait au sud de l'Alberta et représentait le sud-ouest de la ville de Calgary.
Les circonscriptions limitrophes étaient Calgary-Centre, Calgary-Sud-Est et Macleod.  
Elle possédait une population de 120 750 personnes, dont 90 193 électeurs, sur une superficie de 80 km2. 

## Résultats électoraux
|       | Candidat           | Parti        | # de voix | % des voix |
|       | (x) Stephen Harper | Conservateur | +42 998,  | 75,12 %    |
|       | Marlene Lamontagne | Libéral      | +04 121,  | 7,2 %      |
|       | Holly Heffernan    | NPD          | +06 823,  | 11,92 %    |
|       | Kelly Christie     | Vert         | +02 991,  | 5,23 %     |
|       | Larry R. Heather   | Indépendant  | +00303,   | 0,53 %     |
| Total | Total              | Total        | 57 236    | 100 %      |

|       | Candidat             | Parti        | # de voix | % des voix |
|       | (x) Stephen Harper   | Conservateur | +38 545,  | 72,93 %    |
|       | Marlene Lamontagne   | Libéral      | +04 918,  | 9,31 %     |
|       | Holly Heffernan (en) | NPD          | +04 122,  | 7,8 %      |
|       | Kelly Christie       | Vert         | +04 732,  | 8,95 %     |
|       | Larry Heather (en)   | Héritage     | +00256,   | 0,48 %     |
|       | Dennis Young (en)    | Libertarien  | +00277,   | 0,52 %     |
| Total | Total                | Total        | 52 850    | 100 %      |

## Historique
La circonscription fut créée en 1987 à partir des circonscriptions de Calgary-Est, Bow River et Calgary-Sud. Abolie lors du redécoupage de 2012, elle fut redistribuée parmi Calgary Heritage et Calgary Midnapore.
| Législature | Années     | Députés | Députés         | Parti politique           |
| ----------- | ---------- | ------- | --------------- | ------------------------- |
| 34e         | 1988–1993  |         | Bobbie Sparrow  | Progressiste-Conservateur |
| 35e         | 1993–1997  |         | Preston Manning | Réformiste                |
| 36e         | 1997–2000  |         | Preston Manning | Réformiste                |
| 36e         | 2000       |         | Preston Manning | L'Alliance canadienne     |
| 37e         | 2000–2002  |         | Preston Manning | L'Alliance canadienne     |
| 37e         | 2002¹–2003 |         | Stephen Harper  | L'Alliance canadienne     |
| 37e         | 2003–2004  |         | Stephen Harper  | Conservateur              |
| 38e         | 2004–2006  |         | Stephen Harper  | Conservateur              |
| 39e         | 2006–2008  |         | Stephen Harper  | Conservateur              |
| 40e         | 2008–2011  |         | Stephen Harper  | Conservateur              |
| 41e         | 2011–2015  |         | Stephen Harper  | Conservateur              |

- ¹ = Élection partielle

1. ↑  Élections Canada.